# Condado de Fresno
El condado de Fresno (en inglés: Fresno County) fundado en 1856 es un condado en el estado estadounidense de California. En 2020 el condado tenía una población de 1 008 654 habitantes y en 2010 una densidad poblacional de 156.2 personas por milla². La sede del condado es Fresno.

## Geografía
Según la Oficina del Censo, el condado tiene un área total de 15 584 km² (6017,0 mi²), de la cual 15 444,1 km² (5963,0 mi²) es tierra y 142,4 km² (55,0 mi²) (0.91%) es agua.

### Condados adyacentes
- Condado de Madera (norte)
- Condado de Mono (noreste)
- Condado de Inyo (este)
- Condado de Kings & Condado de Tulare (sur)
- Condado de Monterrey (suroeste)
- Condado de San Benito (oeste)
- Condado de Merced (noroeste)

### Localidades

#### Ciudades
Clovis |
Coalinga |
Firebaugh |
Fowler |
Fresno |
Huron |
Kerman |
Kingsburg |
Mendota |
Orange Cove |
Parlier |
Reedley |
San Joaquin |
Sanger |
Selma 

#### Lugares designados por el censo
Auberry |
Biola |
Bowles |
Calwa |
Cantua Creek |
Caruthers |
Del Rey |
Easton |
Friant |
Fort Washington |
Lanare |
Laton |
Málaga |
Mayfair |
Minkler |
Monmouth |
Old Fig Garden |
Raisin City |
Riverdale |
Shaver Lake |
Squaw Valley |
Sunnyside |
Tarpey Village |
Tranquillity |
Three Rocks |
West Park 

## Demografía
En el censo de 2000, había 799 407 personas, 252 940 hogares y 186 669 familias residiendo en el condado. La densidad poblacional era de 52 personas por km². En el 2000 había 270 767 unidades habitacionales en una densidad de 18 por km². La demografía del condado era de 54.30% blancos, 5.30% afroamericanos, 1.60% amerindios, 8.05% asiáticos, 0.13% isleños del Pacífico, 25.90% de otras razas y 4.73% de dos o más razas. 43.99% de la población era de origen hispano o latino de cualquier raza.
En el 2008 la renta per cápita promedia del condado era de $45 805, y el ingreso promedio para una familia era de $51 502. En 2000 los hombres tenían un ingreso per cápita de $30 892 versus $26 501 para las mujeres. El ingreso per cápita para el condado era de $20 640. Alrededor del 22.90% de la población estaba bajo el umbral de pobreza nacional.

## Transporte

### Principales autopistas
| - Interestatal 5 - Ruta Estatal 33 - Ruta Estatal 41 - Ruta Estatal 43 - Ruta Estatal 63 - Ruta Estatal 99 | - Ruta Estatal 145 - Ruta Estatal 168 - Ruta Estatal 180 - Ruta Estatal 198 - Ruta Estatal 201 - Ruta Estatal 269 |